# クリスティナ・カルデロン
クリスティーナ・カルデロン・ハーバン（Cristina Calderón Harban、1928年5月24日 - 2022年2月16日）は、チリの民族学者、職人、作家、文化活動家であり、2005年に84歳の妹ウルスラが亡くなった後、最後に生きたヤーガン人だった。ヤーガン語の最後の話者として知られる人物である。

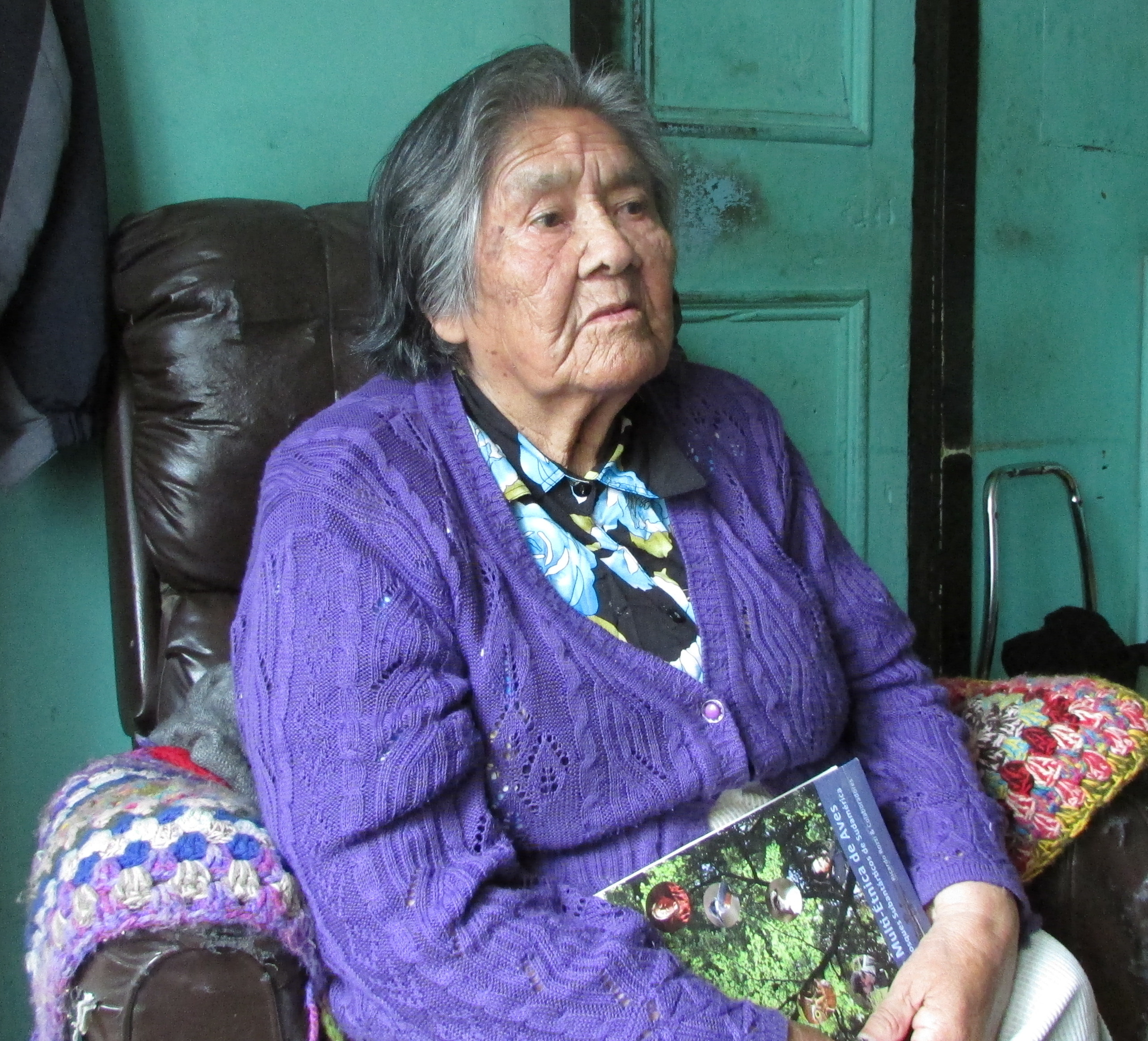
クリスティーナ・カルデロン／2013年

彼女は、スペイン語で「おばあちゃん」を意味する「アブエラ」と組み合わせて「アブエラクリスティーナ」や英語で「グランマクリスティーナ」、または単に「アブエラ」として地元の人々から知られていた。

## 来歴

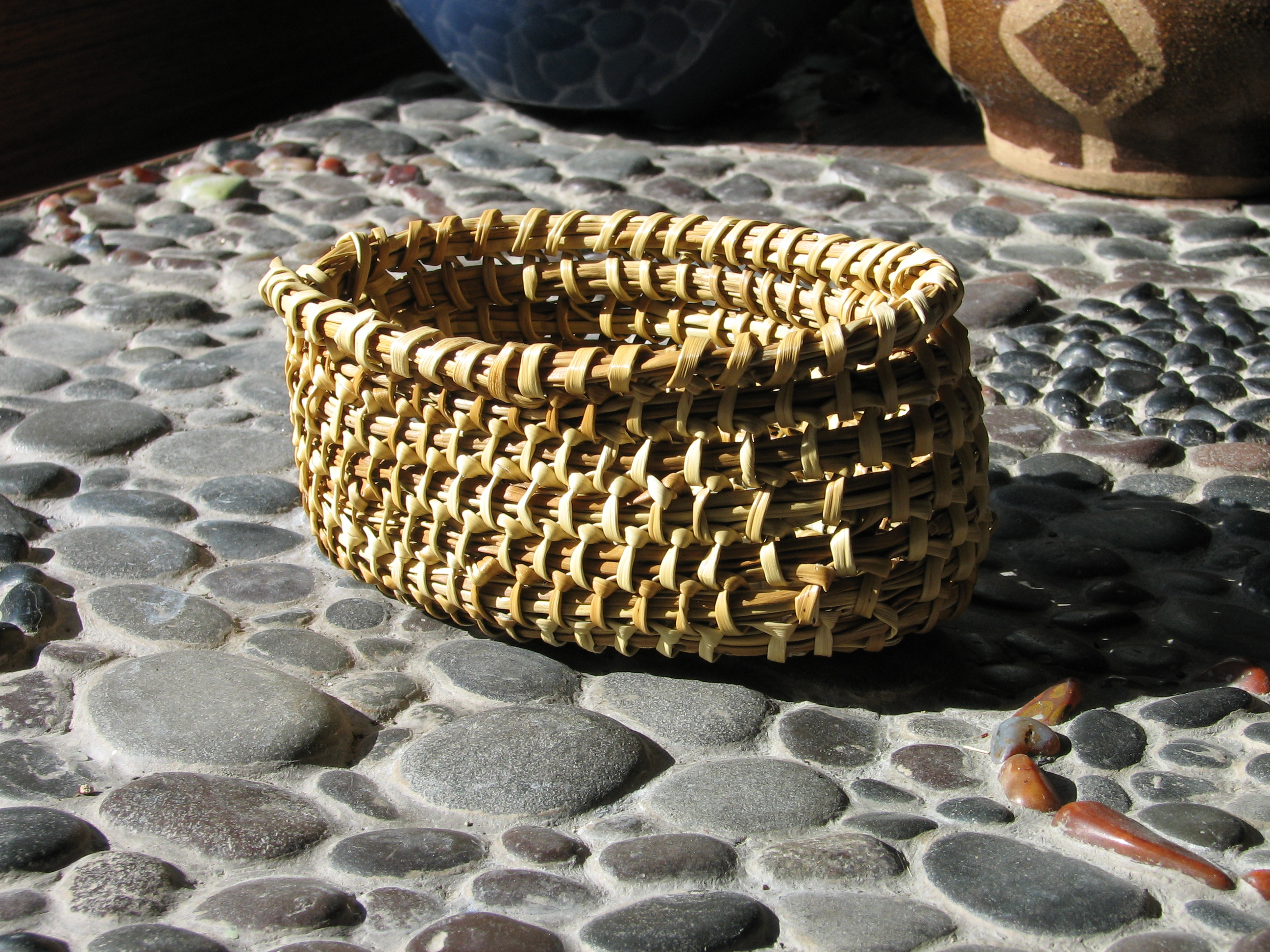
カルデロンが作った伝統的なヤーガンバスケット

クリスティーナ・カルデロンは1928年5月24日、ナバリノ島でフアン・カルデロンとカルメン・ハーバンの間に生まれた。4歳のときに孤児になり、祖父ウィリアムズ・ハーバンと祖母ジュリアに育てられたが、祖父母との生活は貧困を極めた。祖父ウィリアムズ・ハーバンはスペイン人による暴行で亡くなり、彼女は叔母と叔父、いとこのクララと暮らした。
クリスティーナは幼少期から入植者の暴力とヤーガン人の抵抗の話を聞いたり、狩りや手工芸品を作る方法を学ぶなどヤーガン文化を学んだ。9歳になるまでヤーガン語しか知らなかったが、仲間からスペイン語を習得し、また英国国教会の使節団に滞在した彼女の叔母ガーティから英語を学んだ。
彼女と彼女の家族は、ヤーガン族で有ることを理由とした地域の当局や地元住民による差別に直面した。
15歳のときに、既婚の年配男性フェリペ・ガライと結婚し、3人の子供に恵まれた。ガライは1948年に虫垂炎で亡くなったが、遺産は彼の他の妻に支払われたため貧困に追いやられ、同じく劣悪な状態で暮らしていた親戚の支援を受けて生活をした。その後セルクナム族のザラガと結婚したが、ザラガは1962年に結核と思われる病気で亡くなった。 
1964年、カルデロンは3番目の夫である羊の剪毛師のテオドシオ・ゴンザレスと出会った。彼女は幼い頃からゴンザレスを知っていたが、外的要因のために彼と結婚することができなかった。ゴンザレスとの緊密な関係は「女の子としても望んでいた」ものとして説明され、2009年にゴンザレスが死ぬまで続いた。
2005年、孫娘のクリスティーナ・ザラガと妹のウルスラ・カルデロンとともにヤーガンの伝説と物語の本を出版した。
2010年、オリバー・ボーゲルはカルデロンへのインタビューに基づいて、ヤーガン語の辞書と童話であるヤガンクタを出版した。
2017年、カルデロンの伝記を出版した。
2019年5月の時点で、彼女は故郷プエルト・ウィリアムズの近くのヴィラウキカに住んでおり、2017年の時点で10人の子と19人の孫がいた。
彼女は伝統的な手工芸品を作り、ヤーガンの文化と言語を家族と共有することに時間を費やした。
2022年2月16日、プンタ・アレナースのクリニコデマガラネス病院でCOVID-19による合併症で亡くなった。享年93歳。
彼女の死は娘のリディア・ゴンザレスによって発表された。マガジャネス地域の知事ホルヘ・フライズは、この地域の3日間の追悼期間を宣言した。